# Leucoma dexitera
Leucoma dexitera är en fjärilsart som beskrevs av Collenette 1960. Leucoma dexitera ingår i släktet Leucoma och familjen tofsspinnare. Inga underarter finns listade i Catalogue of Life.